# Eva Melmuková
Eva Romana Melmuková-Šašecí (25. února 1932 Řím – 5. listopadu 2022) byla česká evangelická teoložka a historička.

## Život
Eva Melmuková absolvovala Nerudovo gymnázium v Praze (1945–1950). V letech 1950–1954 studovala na Komenského evangelické bohoslovecké fakultě v Praze (dnes ETF UK) a také na Filozofické fakultě Univerzity Karlovy v Praze. (Zde se jejím asi nejvýznamnějším učitelem stal Václav Vojtíšek, přední diplomatik, heraldik a sfragista, archivář hlavního města.) V závěru studia si musela vybrat, kterou fakultu dokončí. Zvolila bohosloví. V prosinci 1954 se stala vikářkou Českobratrské církve evangelické v Praze na Smíchově. Po třech letech jí byl na 29 let odebrán státní souhlas k výkonu duchovenské činnosti.
Poté pracovala jako krámská v Osvobozené domácnosti, figurantka v Geodézii Stříbro, laborantka v Západočeských mlékárnách, pracovnice Městského muzea ve Stříbře či jako zásobovací referentka v Koh-i-nooru v Dačicích.
V roce 1961 maturovala znovu na Střední průmyslové škole potravinářské technologie. V letech 1961–1967 vystudovala externě etnografii a folkloristiku. Doktorát získala v roce 1968.
S nástupem normalizace musela opět změnit obor a následující léta strávila ve Výzkumném ústavu pivovarském a sladařském v Praze. V roce 1986 jí bylo jako invalidní důchodkyni po celkové mrtvici dovoleno působit jako farářka.
V roce 1989 byla jedním ze zakládajících členů Občanského fóra v Telči a s přehledem vyhrála první svobodné volby do zastupitelstva města, které bylo v této době zapsáno do seznamu UNESCO.
V roce 1990 se na ETF UK habilitovala a pět let přednášela církevní dějiny.

## Dílo
Mezi oblasti jejího odborného zájmu patřily české dějiny 17. a 18. století, vývoj sídel a lidová architektura, regionální historie jižní části Českomoravské vrchoviny, církevní dějiny a dějiny náboženských minorit.
Knihy:
- Evangelíci v rané toleranční době 1–8 (1995–1996, spolueditorka), ISBN 978-80-903920-7-6
- Patent zvaný toleranční (1999), ISBN 978-80-903920-4-5
- Neznámé Telčsko (2001)

Studie:
- Toleranční sbory ve Slezsku a na severovýchodní Moravě. In: Práce a studie Muzea Beskyd ve Frýdku-Místku, 1995, s. 50–56
- Práce Kruhu českých duchovních tradic a jeho elaborát o svatovojtěšské tradici. In: Svatovojtěšská tradice v dějinách našeho národa a církve a její význam dnes, Praha 1997, s.13–17
- Cestou české reformace na Kloboucku. In: Klobouky u Brna, město, dějiny, krajina a lidé, 1998, s.147–159
- Theologische Entwicklung der evangelischen Kirche im Rahmen der nationalen Bewusstseinsentwicklung des tschechischen Volkes im 19. Jahrhundert. In: Kirche in Staat und Gesellschaft im 19. Jahrhundert, Rom 1991, s. 167–174
- J.A.Comenius als Gestalt der böhmischen Reformation im Leben seines Vaterlandes. In: Internationale Comenius Kolloquium, Bayreuth 1991, s. 223–227
- Das alternative Schulwesen im Geiste von J.A.Comenius in der Illegalität des 18.Jahrhunderts in den böhmischen Ländern. In: Comenius als Theologe, Prag 1998, s. 141–148
- Oblast jihlavských vrchů, její historická formace a perspektiva národopisného monografického zachycení. In: Slovenský národopis 1969, s. 617–621
- Příspěvek k metodice kartografického zpracování regionálních celků a typových obcí v 16.–20. stol.. In: Historická geografie 6 (1971), s. 3–28;
- Národopisná výstava jako podnět přeměny městského muzea v Telči v oblastní („krajinské“) muzeum jihozápadní Moravy v r. 1897. In: Český lid 58 (1971), s. 42–44
- O nový typ památkově chráněných vesnic. In: Český lid 61 (1974), s. 86–90
- Rekonstrukce urbanistického vývoje obcí na Telčsku. In: Český lid 62 (1975), s. 151–157
- Lidová architektura na Telčsku a Jihlavsku – marný zápas o uchování vesnických a předměstských celků v sedmdesátých letech. In: Vlastivědný sborník Vysočiny, 1992, s. 199–228
- Telč jako městská vodní pevnost. In: Jubilejní pátá zpráva Muzejního spolku v Telči, 1997,s. 6–20

Beletrie a poesie:
- Setkání po dvou stoletích (1985), ISBN 978-80-903920-3-8
- Ohlasy padesátých a šedesátých let (1991), ISBN 80-7072-684-9